# جیم رتکلیف
جیمز آرتور رتکلیف (انگلیسی: James Arthur Ratcliffe؛ زادهٔ ۱۸ اکتبر ۱۹۵۲) مهندس شیمی، کارآفرین، سرمایه‌دار و مدیر ارشد اجرایی اهل بریتانیا است، که به‌عنوان رئیس هیئت مدیره و مدیر عامل اجرایی شرکت اینیوس فعالیت می‌کند. او یکی از ثروتمندترین مردان بریتانیا است.
او با خرید سهام کم‌ارزش شرکت‌ها، کسب‌وکاری چند میلیارد پوندی برپا کرد. او به سرسختی در مذاکرات و اختلافات صنعتی شناخته می‌شود تا جایی که زمانی اتحادیه‌های کارگری به او لقب دکتر نو (شخصیت منفی در فیلم‌های جیمز باند) داده‌اند.

## زندگی
پدر جیم رتکلیف یک نجار بود. او پس از فارغ‌التحصیلی در رشته مهندسی شیمی از دانشگاه بیرمنگام در سال ۱۹۷۴ چندین سال در شرکت‌های نفتی بریتیش پترولیوم و اسو کار کرد. سپس به شرکت تولیدکننده پارچه و مواد شیمیایی کورتالدز پیوست. جیم رتکلیف سپس در سال ۱۹۸۹ زمینه کاری خود را به سهام و بورس تغییر داد و به شرکت بین‌المللی ادونت پیوست تا مهارت انجام معاملات بورس را فرا بگیرد. سپس از این شرکت خارج شد و به خرید سهام شرکت‌های زیان‌ده پرداخت.
جیم رتکلیف و بازرگان دیگری به نام جان هالوود در سال ۱۹۹۲ بخش مربوط به مواد شیمیایی شرکت بریتیش پترولیوم را به قیمت چهل میلیون پوند خریدند. ارزش سهام این شرکت در سال ۱۹۹۴ پس از عرضه در بورس لندن به ۱۰۰ میلیون پوند رسید.

## جنجال
رتکلیف در سال ۱۹۹۸ او با پیمانکاری با شرکت بریتیش پترولیوم شرکت اینیوس را بنیان گذاشت. جیم رتکلیف در سال ۲۰۱۳ و در میانه اعتصاب سراسری کارخانه پتروشیمی و پالایشگاه گرنجموث در اسکاتلند بر سر حقوق و بازنشستگی، مقابل اتحادیه‌های کارگری قرار گرفت. اختلاف جیم رتکلیف با اتحادیه‌های کارگری باعث شد کارخانه را با ۸۰۰ کارگر تعطیل کند. به همین دلیل به او عنوان دکتر نو را دادند.
زمانی که اینیوس در سال ۲۰۱۶ نخستین محموله گاز شیل را که از شکست هیدرولیکی به‌دست می‌آید، از آمریکا به بریتانیا وارد کرد با مخالفت و انتقاد شدید کنشگران محیط زیست روبرو شد.
جیم رتکلیف از مدافعان برگزیت بود. جیم رتکلیف در سال ۲۰۲۰ از بریتانیا به موناکو کوچ کرد؛ زیرا در آنجا مالیات بر درآمد وجود ندارد.

## منچستر یونایتد
در مه ۲۰۲۲ پس از آنکه رومن آبراموویچ باشگاه فوتبال چلسی را برای فروش گذاشت، پیشنهاد چهار میلیارد و ۲۵۰ میلیون پوندی جیم رتکلیف برای خرید آن باشگاه رد شد.
جیم رتکلیف از کودکی طرفدار یونایتد بود. در ۲۴ دسامبر ۲۰۲۳ خانواده گلیزر تأیید کردند که ۲۵ درصد از سهام باشگاه فوتبال منچستر یونایتد در ازای ۱٫۲۵ میلیارد پوند به رتکلیف واگذار شد.

## ثروت
مجله فوربز ثروت او را حدود ۱۸ میلیارد دلار برآورد کرده، در حالی که فهرست ثروتمندان هفته‌نامه ساندی تایمز، او را دومین ثروتمند بریتانیا با ثروتی نزدیک به ۳۸ میلیارد دلار می‌داند.